# Jalmar Sjöberg
Jalmar Leonard Sjöberg (Teckomatorp, 31 de marzo de 1985) es un deportista sueco que compite en lucha grecorromana. Ganó una medalla de bronce en el Campeonato Mundial de Lucha de 2009 y dos medallas en el Campeonato Europeo de Lucha, plata en 2009 y bronce en 2007.
Participó en los Juegos Olímpicos de Pekín 2008, ocupando el quinto lugar en la categoría de 120 kg.

## Palmarés internacional
| Campeonato Mundial | Campeonato Mundial  | Campeonato Mundial | Campeonato Mundial |
| Año                | Lugar               | Medalla            | Categoría          |
| ------------------ | ------------------- | ------------------ | ------------------ |
| 2009               | Herning (Dinamarca) | Medalla de bronce  | 120 kg             |
| Campeonato Europeo |                     |                    |                    |
| Año                | Lugar               | Medalla            | Categoría          |
| 2007               | Sofía (Bulgaria)    | Medalla de bronce  | 120 kg             |
| 2009               | Vilna (Lituania)    | Medalla de plata   | 120 kg             |